# Lasse Mårtenson
Lars Anders Fredrik Mårtenson, detto Lasse (Helsinki, 24 settembre 1934 – 14 maggio 2016), è stato un cantante finlandese.
Ha partecipato all'Eurovision Song Contest 1964 con il brano Laiskotellen, in rappresentanza della Finlandia, classificandosi al settimo posto.